# Xã Winsor, Quận Brookings, Nam Dakota
Xã Winsor (tiếng Anh: Winsor Township) là một xã thuộc quận Brookings, tiểu bang Nam Dakota, Hoa Kỳ. Năm 2010, dân số của xã này là 159 người.